# Kochbawan
Kochbawan – wieś w Armenii, w prowincji Armawir. W 2011 roku liczyła 121 mieszkańców.